# Clausicella solennis
Clausicella solennis là một loài ruồi trong họ Tachinidae.